# Przemysław (województwo zachodniopomorskie)
Przemysław – (niem. Premslaff), osada sołecka w Polsce położona w województwie zachodniopomorskim, w powiecie łobeskim, w gminie Resko.
W latach 1975–1998 miejscowość położona była w województwie szczecińskim.

## Zabytki
- park dworski, pozostałość po dworze[5].